# Pseudoperiboeum lengi
Pseudoperiboeum lengi är en skalbaggsart som först beskrevs av Schaeffer 1909.  Pseudoperiboeum lengi ingår i släktet Pseudoperiboeum och familjen långhorningar. Inga underarter finns listade i Catalogue of Life.